# Caprimulgus longipennis
El chotacabras portaestandarte o chotacabra de alas normales (Caprimulgus longipennis) es una especie de ave caprimulgiforme perteneciente a la familia Caprimulgidae.

## Distribución y hábitat
Habita en África desde Senegal hasta Etiopía. Habita las sabanas secas con algunos matorrales.

## Descripción
El macho adulto tiene un ornamento extravagante del ala durante la temporada de cría, con una pluma amplia en el tramo central, de cada ala, alargada hasta 38 cm, mucho más larga que el cuerpo del ave. Fuera de la temporada de cría, no hay distinciones entre el plumaje del macho y la hembra.
Se posan en el suelo durante el día, tiene un tamaño medio de (20-23cm de largo) y su color es principalmente gris jaspeado, con un collar marrón.

## Comportamiento
Al igual que otros chotacabras,  se alimenta de insectos en vuelo, con una gran variedad de mariposas y escarabajos. Vuela al anochecer, más a menudo al ponerse el sol, y a veces se le puede ver con Pteropus.